# California School for the Deaf (Fremont)
Ne doit pas être confondu avec California School for the Deaf (Riverside).
California School for the Deaf (Fremont), dont le nom est couramment abrégé en CSDF, est une école pour sourds, située à Fremont, en Californie, aux États-Unis. Elle a été fondée en 1860.
Une école jumelle, la California School for the Deaf (Riverside), située à Riverside au sud de Californie, est de création bien plus tardive, puisqu'elle a été fondée en 1953.

## Histoire
L'école est fondée à San Francisco en 1860, puis elle déménage à Berkeley à proximité du campus de l'Université de Californie en 1869, où elle est située jusqu'à la fin des années 1970.
L'école doit se déplacer à cause d'une pétition organisé par l'Université de Californie qui indique la danger sismique. La moitié du terrain est cédé à l'université qui en profite de construire un dortoir nommé Clark Kerr campus, en l'honneur du premier chancelier de l'université de Californie.
Le Département d'État de l'Éducation a acheté un terrain pour la nouvelle école pour les sourds à son emplacement actuel à Fremont, Californie, dans une zone jugée au moins aussi instable  du point de vue sismique que site original de l'école. L'école California School for the Deaf ouvre à l'automne 1980.

## Mascotte
La mascotte est l'aigle.

## Personnalités
Anciens élèves de l'école California School for the Deaf (Fremont) :
- Shoshannah Stern (actrice)
- Granville Redmond (peintre et acteur)
- Douglas Tilden (sculpteur)
- Robert Davila (président de l'université Gallaudet)
- Joel Barish
- Louise Stern (écrivaine)

Enseignants à l'école : 
- Bernard Bragg